# Epitranus formicarius
Epitranus formicarius är en stekelart som beskrevs av Walker 1862. Epitranus formicarius ingår i släktet Epitranus och familjen bredlårsteklar. Inga underarter finns listade i Catalogue of Life.